# Sławomir Witczak
Sławomir Witczak (23 de julio de 1997) es un deportista polaco que compite en piragüismo en la modalidad de aguas tranquilas. Ganó dos medallas en el Campeonato Europeo de Piragüismo, en los años 2024 y 2025, ambas en la prueba de K4 500 m.

## Palmarés internacional
| Campeonato Europeo | Campeonato Europeo       | Campeonato Europeo | Campeonato Europeo |
| Año                | Lugar                    | Medalla            | Competición        |
| ------------------ | ------------------------ | ------------------ | ------------------ |
| 2024               | Szeged (Hungría)         | Medalla de plata   | K4 500 m           |
| 2025               | Račice (República Checa) | Medalla de bronce  | K4 500 m           |